# Masgouf
 (janvier 2016).
Si vous disposez d'ouvrages ou d'articles de référence ou si vous connaissez des sites web de qualité traitant du thème abordé ici, merci de compléter l'article en donnant les références utiles à sa vérifiabilité et en les liant à la section « Notes et références ».

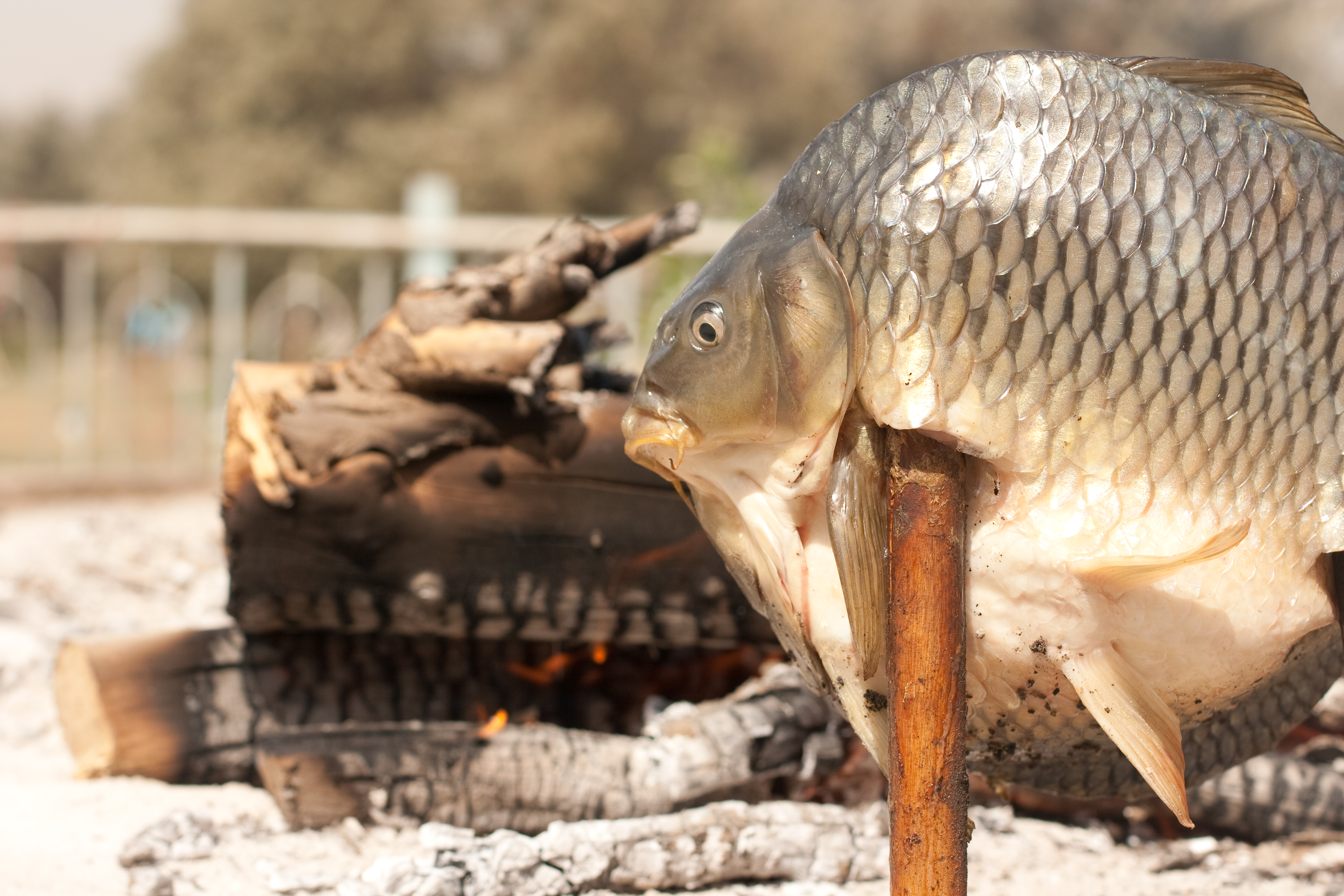
Le masgouf, une tradition irakienne.

Le masgouf (arabe : مسكوف ; turc : masgouf) est un plat traditionnel irakien et turc à base de poisson. Après avoir assaisonné l'animal avec du sel, du poivre et du tamarin, celui-ci est mariné dans l'huile d'olive puis placé sans être écaillé sur des bâtons de bois et grillé au barbecue.
L'accompagnement est généralement constitué d'oignons en tranches, de tomates, de riz ainsi que de salade et de concombres.